# Halichoeres discolor
Halichoeres discolor là một loài cá biển thuộc chi Halichoeres trong họ Cá bàng chài. Loài này được mô tả lần đầu tiên vào năm 1983.

## Từ nguyên
Tính từ định danh discolor trong tiếng Latinh có nghĩa là "đa sắc", hàm ý đề cập đến kiểu màu sắc của loài cá này.

## Phạm vi phân bố và môi trường sống
H. discolor được ghi nhận tại hai vị trí là đảo Cocos (Costa Rica) và đảo Malpelo (Colombia) ở ngoài khơi Đông Thái Bình Dương. H. discolor sống trên nền đáy đá gần các rạn san hô ở độ sâu đến ít nhất là 30 m.

## Bị đe dọa
Hiện tượng El Niño và dao động phương Nam ngày càng tăng ở Đông Thái Bình Dương đã dẫn đến tình trạng nước quá ấm và nghèo dinh dưỡng trong thời gian dài, ảnh hưởng đến rất nhiều loài sinh vật sống ở vùng nước nông, đặc biệt ở các hòn đảo ngoài khơi, nơi mà El Niño được xem là mối đe dọa nghiêm trọng. Vì H. discolor chỉ được biết đến tại hai đảo Cocos và Malpelo nên được xếp vào Loài sắp nguy cấp.

## Mô tả
H. discolor có chiều dài cơ thể lớn nhất được ghi nhận là 15 cm. Cá cái màu trắng (hơi vàng ở đầu) lốm đốm các vệt sọc đen trên thân và vây lưng, cũng như cặp sọc đen trên má. Cá con có kiểu hình như cá cái nhưng ít hơn hẳn các vệt đen trên cơ thể và có thêm đốm đen lớn giữa vây lưng. Cá đực trưởng thành ửng vàng ở nửa dưới đầu và bụng, vùng thân còn lại nhìn chung có màu nâu đỏ. Cặp sọc đen ở cá cái chuyển sang màu xanh lam óng ở cá đực. Lưng xuất hiện nhiều vệt đốm đỏ Vây đuôi có dải vàng ở rìa sau với cặp đốm vàng ở gốc đuôi.
Số gai ở vây lưng: 9; Số tia vây ở vây lưng: 11; Số gai ở vây hậu môn: 3; Số tia vây ở vây hậu môn: 12; Số tia vây ở vây ngực: 13; Số gai ở vây bụng: 1; Số tia vây ở vây bụng: 5; Số vảy đường bên: 27.